# Antonio Abadía (compositeur)
Pour les articles homonymes, voir Antonio Abadía et Abadia.
Antonio Abadía (né à Saragosse et décédé à Burgos le 27 octobre 1791) est un maître de chapelle espagnol.

## Biographie
Peu d'éléments sont connus sur son parcours. Il est maestro de capilla de la collégiale de Medinaceli puis de Burgos en 1780.

## Œuvres
Parmi ses compositions, on relève les lamentaciones suivantes :
- Cogitavit Dominus à 3 vx, vns, fls, vln et bc,
- Ego vir videns à 2 vx, vns, bn et bc,
- Matribus suis à 3 vx, vns et bn,
- Misericordiæ Domini à 3 vx, vns, cors et bc,
- Quomodo obscuratum est pour vx solo, vns, 2 cors et bc,
- Quomodo sedet sola à 8 vx, vns, 2 cors et bc.